# Pietro Francisci
Pietro Francisci (Roma, 9 settembre 1906 – Roma, 1º marzo 1977) è stato un regista e sceneggiatore italiano.

## Biografia
Laureato in Giurisprudenza, a cavallo fra gli anni trenta e quaranta realizzò una serie di documentari e cortometraggi talvolta notevoli, che gli valsero premi e riconoscimenti anche all'estero.
Passato al cinema, a partire dagli anni cinquanta si dedicò a iniziative più commerciali, ad esempio la continuazione dell'allora fortunatissimo filone basato su personaggi storico-leggendari, in particolare su quelli dall'incredibile forza: Maciste, Ercole, Ursus ed altri.

## Filmografia

### Regista
- Rapsodia in Roma (1934)
- La mia vita sei tu (1935)
- Edizione straordinaria (1941) documentario
- Il cinema delle meraviglie (1945), episodi Ritmi nuovi e Sui pattini a rotelle
- Io t'ho incontrata a Napoli (1946)
- Natale al campo 119 (1948)
- Antonio di Padova (1949)
- Il leone di Amalfi (1950)
- Le meravigliose avventure di Guerrin Meschino (1951)
- La regina di Saba (1952)
- Attila (1954)
- Orlando e i paladini di Francia (1956)
- Le fatiche di Ercole (1958)
- Ercole e la regina di Lidia (1959)
- Saffo, venere di Lesbo (1960)
- L'assedio di Siracusa (1960)
- Ercole sfida Sansone (1963)
- 2+5 missione Hydra (1966)
- Simbad e il califfo di Bagdad (1973)

### Sceneggiatore
- La mia vita sei tu (1934)
- Natale al campo 119 (1948)
- Antonio di Padova (1949)
- Il leone di Amalfi (1950)
- La regina di Saba (1952)
- Le fatiche di Ercole (1958)
- Ercole e la regina di Lidia (1959)
- Saffo, venere di Lesbo (1960)
- L'assedio di Siracusa (1960)
- Ercole sfida Sansone (1963)
- 2+5 missione Hydra (1966)
- Simbad e il califfo di Bagdad (1973)